# Typhlops domerguei
Typhlops domerguei là một loài rắn trong họ Typhlopidae. Loài này được Roux-Estève mô tả khoa học đầu tiên năm 1980.